# Bobby George
Robert Francis (Bobby) George (Manor Park, Londen, 16 december 1945) is een Engels darter. Bijzonder aan Mister Glitter (opkomstnummer: Queen met "We Are the Champions") is dat hij pas op 29-jarige leeftijd met darten is begonnen.
In 1976 won George meteen het eerste toernooi waaraan hij deelnam: de Hainault Super League Singles. In relatief korte tijd trad hij toe tot de elite van de dartsport met prestaties als het winnen van het North-American-Open (1978) en het News of the World Darts Championship (1979, 1986). In 1980 haalde George de finale van de Embassy (tegenwoordig Lakeside) die hij met 5-3 verloor van vijfvoudig wereldkampioen Eric Bristow. Na een vijftal jaren uit het toernooi-circuit te zijn geweest keerde George in 1992 terug en knokte hij zich via het kwalificatietoernooi naar een Embassy-deelname, waarin hij pas in de halve finale sneuvelde tegen drievoudig wereldkampioen John Lowe. Dit kunstje - het kwalificeren voor de Embassy - herhaalde hij vijfmaal (1995, 1997, 1998, 2000 en 2002). Hij is hiermee recordhouder wat betreft het winnen van het kwalificatietoernooi van het BDO WK-darts.
Een opmerkelijke prestatie van George is ook het bereiken van de Embassy-finale in 1994. Met een gebroken rug en een 4-2-achterstand tegen de Zweed Magnus Caris wist George alsnog de finale te halen; deze verloor hij echter kansloos tegen de Canadees John Part.
Naast zijn bezigheden als darter is Bobby George sinds 1999 de vaste commentator bij de BBC tijdens het officieuze WK-dartstoernooi op Lakeside en speelt hij diverse figurantenrollen in Engelstalige films. In 2013 bereikte zijn zoon Richie George de halve finales.

## Gespeelde WK-finales
- 1980 Eric Bristow - Bobby George 5 - 3 ('best of 9 sets')
- 1994 John Part - Bobby George 6 - 0 ('best of 11 sets')

## Resultaten op wereldkampioenschappen

### BDO
- 1980: Runner-up (verloren van Eric Bristow met 3-5)
- 1981: Kwartfinale (verloren van Cliff Lazarenko met 0-4)
- 1982: Halve finale (verloren van John Lowe met 1-4)
- 1983: Laatste 32 (verloren van Tony Brown met 0-2)
- 1984: Laatste 32 (verloren van Malcolm Davies met 1-2)
- 1985: Laatste 16 (verloren van Fred McMullan met 1-3)
- 1986: Laatste 32 (verloren van Bob Anderson met 0-3)
- 1987: Laatste 32 (verloren van John Lowe met 1-3)
- 1993: Halve finale (verloren van John Lowe met 3-5)
- 1994: Runner-up (verloren van John Part met 0-6)
- 1995: Laatste 32 (verloren van Ronnie Sharp met 0-3)
- 1997: Laatste 16 (verloren van Roland Scholten met 0-3)
- 1998: Laatste 16 (verloren van Sean Palfrey met 2-3)
- 2000: Laatste 16 (verloren van Ronnie Baxter met 2-3)
- 2002: Laatste 32 (verloren van Raymond van Barneveld met 1-3)

## Trivia
- In 2006 was Bobby George te gast bij het Britse televisieprogramma Brainiac: Science Abuse om darts te spelen tegen een Brainiac. Iedere keer versloeg hij de Brainiac (en een caravan met explosieven) in twee beurten.
- Tijdens opkomsten onder begeleiding van We Are the Champions droeg George altijd een cape en brandende kandelaar.